# サリバン・ステイプルトン
サリバン・ステイプルトン（Sullivan Stapleton、1977年6月14日 - ）は、オーストラリア出身の男優である。
アクションテレビドラマ『ストライクバック:極秘ミッション』のダミアン・スコット役で知られる。
サリヴァン・ステイプルトンと表記されることもある。

## 来歴
2010年度サンダンス映画祭で『アニマル・キングダム』の演技を評価され、オーストラリア映画協会最優秀助演男優賞にノミネートされた。2013年にはオーストラリアン・イン・フィルム賞ブレイクスルー男優賞を受賞している。
『300 〈スリーハンドレッド〉 〜帝国の進撃〜』のテミストクレス役で主演をつとめ、注目を集める。

## 主な出演作品

### 映画
| 公開年 | 邦題 原題                                                        | 役名                 | 備考 |
| ------ | ---------------------------------------------------------------- | -------------------- | ---- |
| 2007   | ディセンバー・ボーイズ December Boys                             | フィアレス           |      |
| 2010   | アニマル・キングダム Animal Kingdom                              | クレイグ・コディ     |      |
| 2011   | ハンター The Hunter                                              | ダグ                 |      |
| 2013   | L.A. ギャング ストーリー Gangstar Squad                          | ジャック・ウェイレン |      |
| 2014   | 300 〈スリーハンドレッド〉 〜帝国の進撃〜 300: Rise of an Empire | テミストクレス       |      |
| 2014   | 殺し屋チャーリーと6人の悪党 Kill Me Three Times                  | ネイサン・ウェッブ   |      |
| 2014   | Cut Snake                                                        | Pommie               |      |
| 2017   | ネイビーシールズ ナチスの金塊を奪還せよ! Renegades               | マット・バーンズ     |      |

### テレビシリーズ
| 放映年    | 邦題 原題                                   | 役名               | 備考       |
| --------- | ------------------------------------------- | ------------------ | ---------- |
| 2003-2005 | The Secret Life of Us                       | Justin Davies      | 計24話出演 |
| 2007-2009 | サティスファクション Satisfaction           | Josh               | 計13話出演 |
| 2011-2015 | ストライクバック:極秘ミッション Strike Back | ダミアン・スコット | 計41話出演 |
| 2015-2020 | ブラインドスポット タトゥーの女 Blindspot   | カート・ウェラー   |            |